# Profiteur de guerre
Un profiteur de guerre est une personne physique ou morale qui, de manière légale, spéculative ou délictueuse, tire un enrichissement personnel d'un conflit armé.
Historiquement, le terme fut en particulier utilisé pour qualifier les acteurs économiques, plus ou moins occultes, fauteurs de guerre ou qui, dans un conflit, fournirent des biens — et tout particulièrement des armes — à tous les belligérants, indistinctement alliés ou adversaires, ou encore qui furent actifs, pour leur plus grand bénéfice, comme forceurs de blocus. Si ces activités ne sont pas toujours, à proprement parler, considérées comme illégales par les États, elles n'en paraissent pas moins ordinairement contraires à l'« éthique des affaires » pour l'opinion publique. Le terme « profiteur de guerre » reste donc marqué d'une forte connotation péjorative, que ce soit dans la conversation courante ou le discours politique — son pendant, en temps de paix, étant celui de « profiteur de crise », en particulier dans les temps de situation économique difficile.
Le « profit de guerre » peut en effet présenter différents aspects légalement, socialement, politiquement ou moralement admissibles ou non et avoir différentes origines, légales ou au contraire abusives voire délictueuses : ventes d'armements ou d'équipements aux belligérants, spéculation, spoliation, marché noir, contrebande, trafic d'armes, etc.

## Le «profit de guerre»
Le profit de guerre ne doit pas être confondu avec le butin de guerre pris sur l'ennemi et ne constitue pas non plus une quelconque forme d'Indemnisation des dommages de guerre.

## Les  «profiteurs de guerre» dans l'Histoire
Si les conflits des époques pré-industrielles - de l'Antiquité au Siècle des Lumières - eurent pour origines, pour l'essentiel, des différends territoriaux ou dynastiques voire des causes religieuses, le développement des empires coloniaux et du commerce international et les prémices de l'ère industrielle amenèrent dès le XVIIIe siècle les intérêts économiques - voire les calculs affairistes - à jouer un rôle de plus en plus important dans les relations internationales au point de parfois en devenir des casus belli entre nations en tant que motivation occulte ou déclarée des belligérants ou de groupes d'intérêts agissant dans l'ombre : le rôle central joué par la Compagnie des Indes orientales dans l'histoire militaire agitée de l'Extrême-Orient asiatique aux XVIIIe et XIXe siècle  est à cet égard symptomatique. Au cours et à la suite de la Seconde Guerre mondiale, d'autres « Majors » comme Opel ou IBM ont été qualifiés de « profiteurs de guerre » pour leur participation à l'effort de guerre du Troisième Reich - les complexes militaro-industriels prêtant particulièrement le flanc à cette accusation d'une manière générale.
Le terme ne s'applique toutefois pas uniquement à des personnes morales : au cours des guerres, des personnes privées - civiles ou militaires - se sont également enrichies de manière indélicate voire délictueuse ou criminelle. Profitant de situations de pénurie et de rationnement engendrées par les conflits, du personnel militaires a tiré profit de détournements d'équipements ou de nourriture pour se livrer à la contrebande et alimenter le marché noir. Sous le couvert de pseudo-activités de résistance et d'aide aux victimes du régime nazi - juifs, résistants traqués par la Gestapo - le docteur Petiot assassina plusieurs dizaines de personnes, accumulant une fortune colossale -  les estimations des sommes détournées se montant jusqu'à 200 millions de francs - en s'appropriant les biens de ses victimes.

### Révolution française et Premier Empire
Jusqu'à la complète militarisation des services d'intendance et de logistique et l'adoption de cadres légaux pour l'adjudication des marchés publics au XIXe siècle, les fournitures de biens et même de services (transports logistiques) aux armées se faisaient par le biais de procédures de « soumissions » - demandes ouvertes visant à obtenir le meilleur prix - ou de commandes directes trop souvent faussées par le jeu de relations privilégiées ou d'influences, voire entachées de corruption, en raison notamment de cahiers des charges inexistants ou très sommaires ou de collusion entre les fonctionnaires publics et les fournisseurs privés. Un exemple de ces pratiques peu orthodoxes est donné par la manufacture d'armes de Versailles, « manufacture d'état » que Bonaparte, Premier consul, donne en entreprise à Nicolas-Noël Boutet le 1er septembre 1800 pour une durée de 18 ans, avec la garantie d'une commande annuelle.
Ces défaillances ou irrégularités furent une source d'enrichissement pour de nombreux « profiteurs de guerre » sous la Révolution et l'Empire, l'histoire ayant plus particulièrement retenu parmi ceux-ci le nom de Gabriel-Julien Ouvrard. Arrêté une première fois en 1800 sous le coup d'une suspicion de malversations comptables, il le sera à nouveau de 1809 pour dette impayée puis condamné à trois ans d'emprisonnement en raison de sa tentative de négocier une paix secrète avec l'Angleterre en vue de mettre fin au blocus continental si préjudiciable aux affaires, ce qui ne l'empêchera pourtant pas de rester l'un des principaux fournisseurs de l'armée, munitionnaire général aux armées pendant les Cent-Jours après avoir déjà été chargé de cette fonction auprès de l'armée du Pays basque en avril 1813. L'un des grands scandales auquel son nom sera lié sera la fourniture de chaussures en faux cuir et semelles de carton à la veille de la campagne de Russie.

### Conflits de l'époque coloniale et de l'Ère industrielle
Guerres anglo-birmanes.

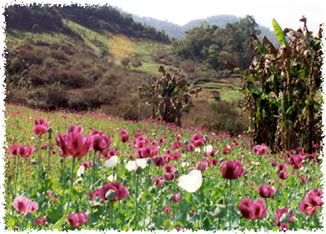
Champs de pavots en Birmanie. Le lucratif commerce de l'opium en direction de la Chine fut l'une des causes occultes de la troisième guerre anglo-birmane en 1885, à la suite de l'interdiction faite par le roi Thibaw Min d'en permettre la culture sur le territoire de son royaume. Ce commerce fut déjà à l'origine des guerres de l'opium livrées par la France et le Royaume-Uni à l'Empire du Milieu.

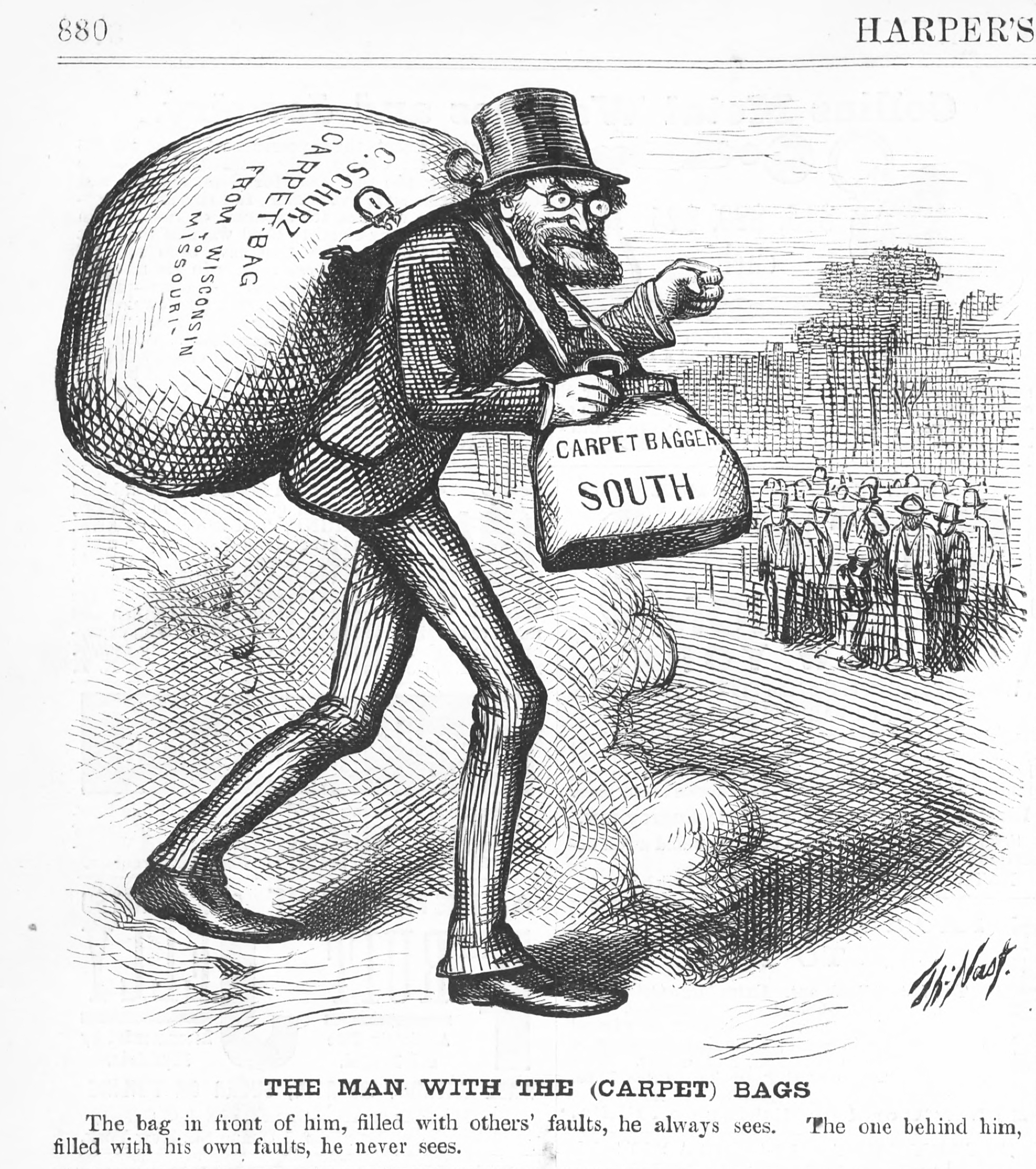
Les carpetbaggers étaient des opportunistes venus dépouiller les états sudistes ruinés (caricature de 1872).

Contrairement à une croyance trop répandue, la conquête de l'Empire des Indes - dont le territoire s'étendait bien au-delà des actuelles frontières de l'état indien - ne fut pas le fait de l'armée britannique mais celui des armées privées de la Compagnie des Indes orientales (East India Company), qui se développèrent au point de surpasser en effectifs les armées des États souverains européens contemporains.
À partir de 1824, la toute-puissante Compagnie, forte de ses appuis politiques à Londres, se lança dans une série d'opérations militaires « privées »  - pour des prétextes parfois des plus douteux - contre le royaume de Birmanie dans le but notamment d'assurer le contrôle du Golfe du Bengale pour y asseoir sa mainmise économique, guerres qui aboutiront finalement à l'occupation totale du pays qui sera annexé à l'Empire des Indes.
Si la première guerre anglo-birmane (1824 - 1826) eut pour motif officiel un différend frontalier entre le Royaume d'Ava et la Compagnie, le second conflit (1852) éclata sous le prétexte de tirs non identifiés essuyés par les vaisseaux britanniques dépêchés sur place à la suite d'accusations de meurtre faites par les autorités birmanes à l'encontre de deux capitaines de navires anglais. Certaines rumeurs coururent quant à l'origine de ces coups de feu qui n'atteignirent finalement par leurs cibles : quelque temps plus tôt, un trafiquant interlope du nom de Crisp, pressentant un conflit imminent, avait livré de la poudre et des armes à Maung Ok, un gouverneur provincial et potentat local birman, mais n'avait jamais été payé. Ses plaintes auprès de Lord Dalhousie, le Gouverneur-général des Indes à cette époque, se virent opposer une ferme fin de non-recevoir - et les coups de feu pourraient avoir été tirés par des trafiquants anglais qui avaient tous profits à tirer d'un conflit, la Compagnie elle-même saisissant finalement ce prétexte douteux pour donner suite à ses propres visées sur le royaume.
Première guerre de l'opium (1839 - 1842).
Guerre de Sécession (1861 - 1865).

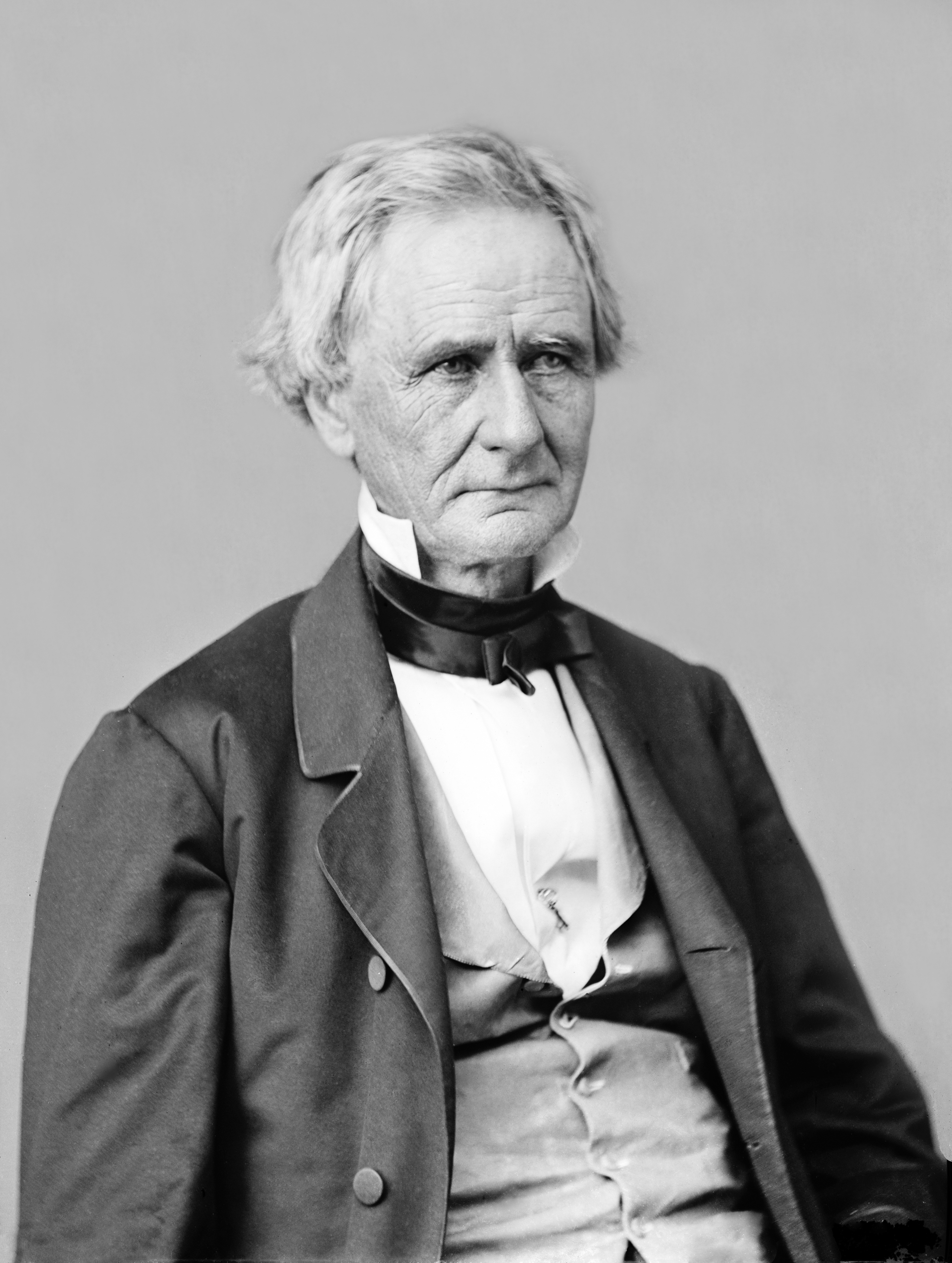
Accusé d'être un « profiteur de guerre », Simon Cameron, le premier secrétaire d'État à la Guerre du président de l'Union Abraham Lincoln fut contraint à la démission.

La guerre de Sécession, première guerre totale de l'Époque contemporaine, est aussi celle qui mit en exergue le rôle du facteur économique dans la conduite d'un conflit moderne. Elle fut aussi marquée par de nombreuses fraudes et malversations liées aux marchés militaires et à l'approvisionnement des troupes, tant au Nord qu'au sein de la Confédération sudiste. La victoire de l'Union s'accompagna de l'activité d'une autre espèce de profiteurs, les carpetbaggers.
- Le False Claims Act.

Le False Claims Act, adopté par le Congrès des États-Unis le 2 mars 1863, marque une première tentative des États-Unis pour répondre à des fraudes avérées là où le département de la Justice s'était montré réticent à poursuivre ces cas. L'acte fut adopté à la suite d'une affaire de mules fourbues : au début de la guerre civile, des entrepreneurs sans scrupules vendirent en effet à l'armée de l'Union des chevaux et des mules décrépies et en mauvaise santé, des munitions et des fusils défectueux ou encore des rations et des provisions avariées, entre autres malversations. Il prévoyait l'offre d'une récompense à ceux qui les dénonçaient, en vertu de la notion jurique du « qui tam »  qui permet aux citoyens d'intenter des poursuites au nom du gouvernement et de recevoir un pourcentage des fonds récupérés.

### Première Guerre mondiale

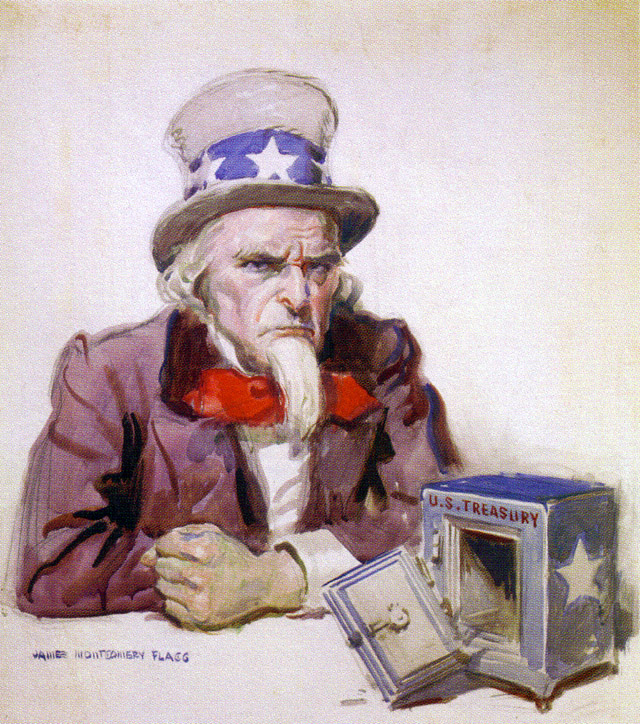
« Uncle Sam with empty treasury », affiche américaine de James Montgomery Flag (1920) - une référence à la situation économique de l'après-Première Guerre mondiale. Dans son ouvrage La guerre est un racket, Smedley Butler dénonce les bénéfices exorbitants réalisés par certains profiteurs de guerre au détriment des finances publiques américaines pendant ce conflit.

Le major-général Smedley Butler, USMC, a critiqué les profits de guerre réalisés par les entreprises américaines au cours de la Première Guerre mondiale dans son pamphlet La guerre est un racket. Il y décrit notamment comment certaines entreprises et sociétés accrurent leurs revenus et bénéfices jusqu'à 1 700 % et comment nombre d'entreprises vendirent sciemment du matériel et des fournitures qui n'avaient pas d'utilité pour l'effort de guerre. Dans son livre, Butler a déclaré qu'« il a été estimé par les statisticiens, les économistes et les chercheurs que la guerre a coûté à l'Oncle Sam 52 milliards de dollars. Sur cette somme, 39 milliards ont été dépensés pendant la période de la guerre même. Cette dépense a généré 16 milliards de dollars en profits. »

### Guerre du Chaco
On a prétendu que la guerre du Chaco, qui se déroula entre 1932 et 1935 aurait opposé la Bolivie et le Paraguay pour le contrôle de la majeure partie du Gran Chaco sur la base de rumeurs (qui se révélèrent totalement infondées) selon lesquelles on avait trouvé du pétrole dans cette région. Le conflit aurait ainsi débordé en fait le cadre d'un différend frontalier purement local en mettant en cause des enjeux dépassant les seuls belligérants – en l'occurrence la géopolitique du pétrole – la Bolivie étant soutenue par la compagnie pétrolière américaine Standard Oil (le « cartel des sept sœurs ») et le Paraguay par la Royal Dutch Shell anglo-hollandaise. En causant la mort du quart des combattants engagés, elle reste une des guerres proportionnellement au nombre de combattants les plus meurtrières. À l'issue du conflit, la majeure partie du Grand Chaco revint au Paraguay victorieux et l'intervention supposée des deux compagnies pétrolières, qui n'a pas à ce jour (2014) connu le moindre début de confirmation, continue d'être mentionnée.
Ainsi, à l'occasion de la signature officielle du traité de paix entre le Paraguay et la Bolivie, le 27 avril 2009, sous les auspices de la présidente argentine Cristina Kirchner, celle-ci tira le constat amer que la guerre du Chaco « avait senti le pétrole comme tant d'autres guerres de ces temps-là et d'aujourd'hui » et que « ..d'autres, qui ne se trouvaient pas précisément en Amérique du Sud, en ont tiré parti. »

### Seconde Guerre mondiale

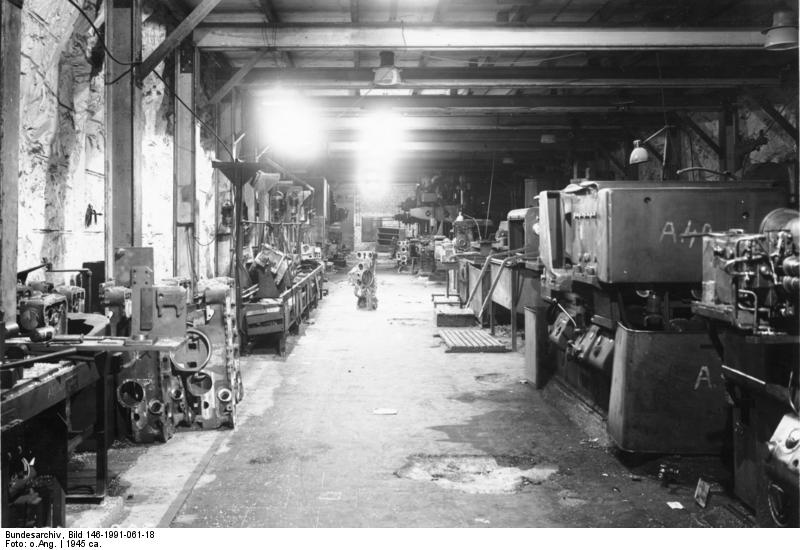
Ateliers de montage de bombes volantes V1 et V2 au camp de concentration de Dora à la fin de la Deuxième Guerre mondiale. Le complexe militaro-industriel allemand tira de considérables profits de l'économie parallèle esclavagiste mis en place par le « Wirtschafts-Verwaltungshauptamt » - chargé notamment de l'administration des camps de concentration - dirigé par Oswald Pohl au sein de la tentaculaire administration de l'« Allgemeine SS ».

La collaboration économique.
L'empire économique de la SS.
Trafics et marché noir.
Le complexe militaro-industriel japonais et la Sphère de coprospérité de la grande Asie orientale.

### Époque contemporaine

#### Katanga
La Sécession katangaise (1960 - 1963) et l'indépendance du Sud-Kasaï (1960 - 1961).
Le 11 juillet 1960, dans l'imbroglio consécutif à l'indépendance du Congo belge, la province du Katanga fit sécession et déclara unilatéralement son indépendance de la toute jeune république du Congo, soit moins de deux semaines après celle du « Congo-Kinshasa ». La « sécession katangaise » se fit sous l'impulsion de Moïse Tshombe et des milieux d'affaires pro-occidentaux, au premier rang desquels la toute-puissante Union minière du Haut Katanga (UMHK). Le contrôle des formidables ressources minières de la province fut l'un des motifs occultes de cette sécession à laquelle il ne fut mis fin qu'au prix d'un sanglant conflit au cours duquel des mercenaires furent engagés aux frais des « sponsors » affairistes de celle-ci.
Une situation similaire survint dans la province du Sud-Kasaï, des conflits ethniques et les tensions politiques entre les dirigeants du gouvernement central congolais et les dirigeants locaux - peu ou prou attisées depuis l'étranger - se cristallisant autour des ressources diamantifères locales, la Société internationale forestière et minière du Congo, société d'exploitation minière au capital belgo-américain, en constituant l'enjeu. Après une campagne militaire sanglante de quatre mois durant laquelle des milliers de civils furent massacrés, le gouvernement central congolais reprit le contrôle de la région et arrêta l'empereur fantoche Kalonji le 30 décembre 1961, entérinant la fin de la sécession du Sud-Kasaï.

#### Guerre du Viêt Nam
La guerre du Viêt Nam dure de 1955 à 1975.

#### Moyen-Orient
Les guerres du Golfe et la guerre d'Afghanistan.
Plus récemment, des sociétés ayant contribué à l'approvisionnement des forces de la coalition dans les guerres en Irak, tels que Bechtel, KBR, Halliburton ou Blackwater, ont été accusées de tirer profit de ces conflits en « surchargeant » le prix de leurs services, voire d'en être les instigateurs occultes, l'accusation « du sang pour du pétrole » – thème récurrent des slogans anti-guerre – illustrant cette opinion. Steve Clemons, un membre éminent du think tank de la « New America Foundation (en) », est allé jusqu'à accuser l'ancien directeur de la CIA, James Woolsey d'avoir à la fois profiter de la guerre et de l'avoir encouragée. Le « Center for Public Integrity » a indiqué que la sénatrice américaine Dianne Feinstein et son mari, Richard Blum, ont engrangé des millions de dollars en provenance d'Irak et d'Afghanistan par le biais des contrats de son entreprise, Perini (en), Feinstein ayant voté en faveur de la résolution donnant au  président George W. Bush le pouvoir d'envahir l'Irak. Le defense contractor Brent R. Wilkes (en), qui fait l'objet d'une inculpation, a été dépeint comme « extatique »  à l'annonce que les États-Unis allaient entrer en guerre avec l'Irak : « Lui et certains de ses cadres supérieurs étaient vraiment des va-t-en-guerre », a déclaré un ancien employé. « Brent disant que cela créerait de nouvelles opportunités pour l'entreprise. Il était vraiment heureux de faire des affaires au Moyen-Orient »

## Aspects éthiques, juridiques, politiques et économiques

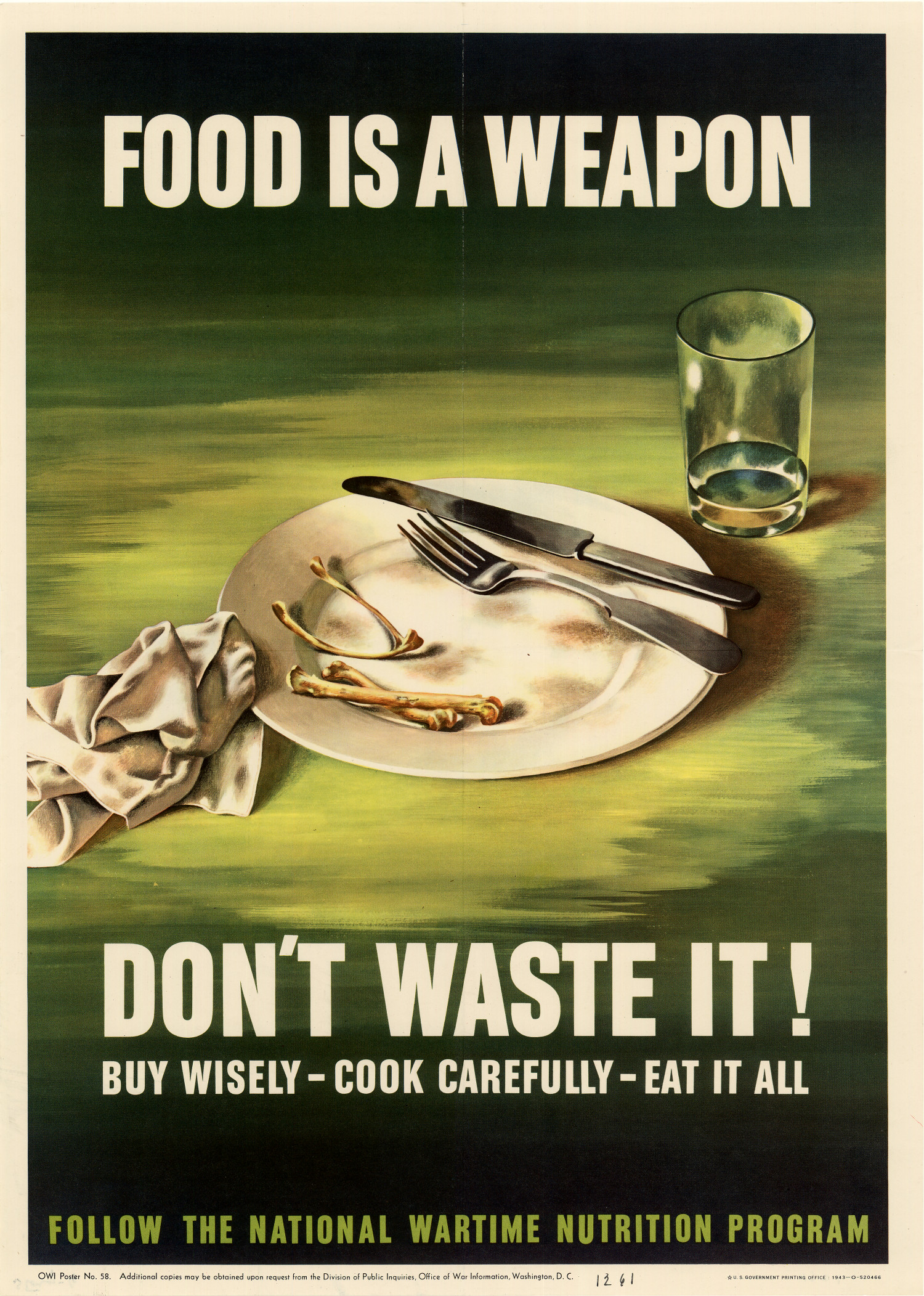
« La nourriture est une arme - ne la gaspillez pas ». Affiche de propagande américaine de la Seconde Guerre mondiale. Au cours des conflits, nourriture et biens de consommation destinés aux civils faisant l'objet d'un rationnement deviennent l'enjeu de trafics profitables comme le marché noir ou la contrebande, sources d'enrichissement des « profiteurs de guerre ». S'ils tirent leur origine d'activités notoirement illégales, les « profits de guerre » peuvent dès lors faire l'objet de poursuites, civiles et pénales, devant les tribunaux.

Tirer des profits déraisonnables de la guerre étant largement considéré comme contraire à l'éthique et constituant dans tous les cas un acte profondément impopulaire, les tentatives pour sanctionner les excès de l'affairisme, telles que l'imposition des profits excessifs, reçoivent généralement un très large soutien politique et populaire en temps de guerre. Il reste toutefois bien difficile de définir de façon exacte la notion d' « excessif » en pareille situation et il est fréquent que de telles tentatives de législation permettent à des cas douteux de « profits de guerre » abusifs de rester impunis tandis qu'elles frappent les revenus d'autres entreprises impliquées loyalement dans l'effort de guerre au point de les mettre en déficit.
Une situation de guerre conduit invariablement à des rationnements voire à des pénuries en matière de biens de consommations et même de biens de première nécessité  comme la nourriture et de matières premières indispensables à l'effort de guerre, entraînant ainsi des hausses de prix générant des revenus plus élevés.

### Aspects éthiques et juridiques
En juillet 1946 a été mené en Saxe un référendum – Überführung der Betriebe von Kriegs- und Naziverbrechern in das Eigentum des Volkes, litt. : Transfert dans le domaine public des entreprises des criminels de guerre et criminels nazis – visant à une éventuelle expropriation de profiteurs de guerre criminels. Si le souhait des partis démocratiques de voir sanctionner ces profits illégitimes et poursuivre les auteurs était unanime, une polémique a toutefois surgi sur la définition des faits passibles de sanctions, les « profits de guerre » et les « intérêts de guerre » pouvant tout aussi bien être sanctionnés. Cette proposition du SED rencontra donc l'opposition des partis démocratiques au motif qu'une définition vague des griefs pouvait prêter le flanc à l'arbitraire - reposant ainsi la problématique d'une définition juridique des profits « légitimes/admissibles » ou « condamnables » pour la société civile.
La législation aux États-Unis.
- Le False Claims Act et ses amendements.

Des cas de « profits de guerre » ont régulièrement été soumis aux juridictions civiles dans le cadre du False Claims Act, promulgué en 1863 pour lutter notamment contre les profiteurs de guerre lors de la guerre de Sécession.
Bien qu'adopté dans la foulée de malversations relatives à des fournitures militaires au cours de ce conflit, cet acte était à l'origine un texte législatif visant à poursuivre globalement et au seul niveau civil tout acte de fraude au détriment des pouvoirs publics et il n'était donc pas spécifiquement destiné à sanctionner les seuls « profiteurs de guerre », n'ayant par ailleurs aucune portée au niveau pénal.
Le False Claims Act fut amendé en 1943 puis en 1986. Après l'adoption d'amendements renforçant la loi à l'occasion de cette dernière modification, le texte a été utilisé principalement à l'encontre de defense contractors mais à la fin des années 1990, et particulièrement sous l'administration Bush, l'accent a toutefois été déplacé vers la répression de la fraude aux soins de santé qui représenta ainsi par la suite la majorité des plaintes déposées par les dénonciateurs et par le gouvernement. En 2009, une nouvelle révision du texte amena la promulgation du Fraud Enforcement and Recovery Act.
- Le War Profiteering Prevention Act.

Le War Profiteering Prevention Act adopté en 2007 vise à instaurer des sanctions pénales à l'encontre des profiteurs de guerre et d'autres qui exploitent les efforts financés par le contribuable en Irak et ailleurs dans le monde.
- Le Fraud Enforcement and Recovery Act.

### Aspects sociologiques et politiques

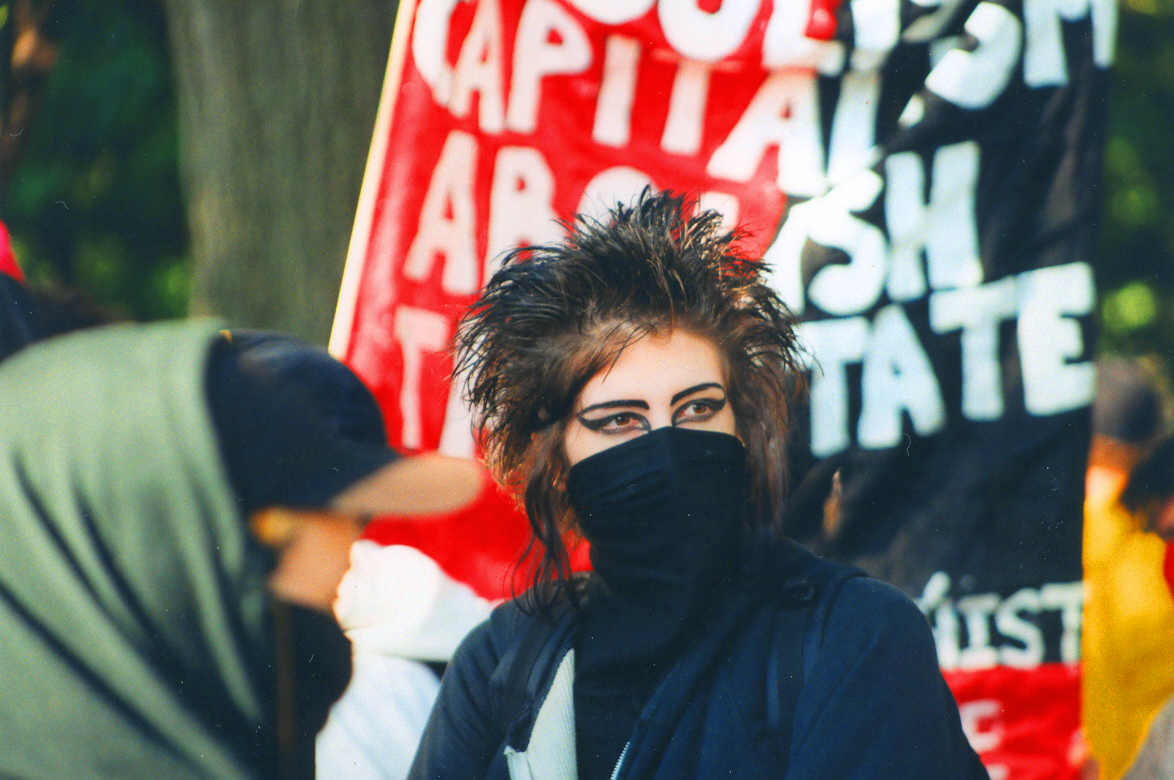
La rhétorique politique des factions les plus dures du Mouvement altermondialiste assimile globalement le système socio-économique capitaliste à un « profiteur de guerre. »

Le terme de « profiteur de guerre » reste associé à deux stéréotypes dans la culture politique populaire : le riche homme d'affaires qui vend des armes aux gouvernements et le trafiquant du marché noir qui vend des biens aux citoyens ordinaires.
L'image « politique » de « businessman-profiteur » sous-entend la capacité d'user de son influence et de ses pouvoirs pour provoquer une guerre pour s'enrichir plutôt que de simplement en tirer profit passivement. Après la Première Guerre mondiale, l'existence de tels « profiteurs de guerre » a largement été affirmée et dénoncée, tant par la Gauche que par la Droite chez qui un tel discours était par ailleurs souvent associé avec un discours antisémite. La propagande antisémite nazie utilisa ainsi largement l'image du « juif profiteur de guerre et de crise » en mettant notamment en parallèle les prétendus profits « indécents » de la « juiverie internationale » - banquiers et affairistes israélites de Wall Street ou de la City - avec la misère du peuple allemand après la Première Guerre mondiale et le krach boursier de 1929.
Des hommes politiques ayant reçu - ou simplement soupçonnés d'avoir reçu - des pots-de-vin et des faveurs de sociétés ayant contribué à la production de guerre ont également été étiquetés comme « profiteurs de guerre ». Le premier secrétaire d'État à la Guerre du président Abraham Lincoln, Simon Cameron, a ainsi été contraint de démissionner au début de 1862 après que des accusations de corruption concernant les contrats de guerre eurent été portées à son encontre. En 1947, le représentant du Kentucky au Congrès, Andrew J. May (en), président du puissant « United States House Committee on Armed Services », a été condamné pour avoir obtenu des dessous de table en échange de contrats de guerre.

## Les «profiteurs de guerre» dans la culture

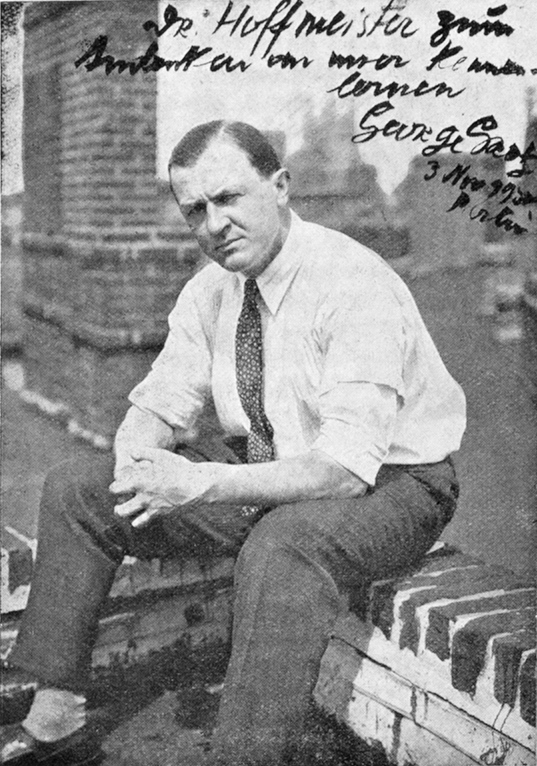
Le peintre allemand George Grosz.

Après la Première Guerre mondiale, les « profiteurs de guerre » — hommes politiques ou hommes d'affaires — furent dénoncés et fustigés en France par des auteurs nationalistes comme Maurice Barrès ou Léon Daudet et cette dénonciation constitua aussi un thème récurrent dans la culture allemande de l'époque comme l'illustre notamment l'œuvre du peintre George Grosz ou encore la pièce Mère Courage et ses enfants du dramaturge Bertolt Brecht, construite autour de la figure centrale d'une « Kriegsgewinnlerin ».
En août 1934, Le Petit Vingtième commence la diffusion, en épisodes, du Lotus bleu, cinquième opus des Aventures de Tintin du dessinateur Hergé, qui démarre à la veille de la guerre de Shanghai. Il y met en scène le personnage de Mitsuhirato, trafiquant d'opium japonais à la solde d'une organisation criminelle internationale et espion et agent provocateur dont le rôle est de trouver coûte que coûte un prétexte à l'invasion de la Chine par le Japon. Pour cela il fait exploser une voie de chemin de fer, que l'on suppose appartenir à une compagnie japonaise, et rejette la responsabilité de cet attentat sur des bandits chinois, entraînant l'invasion de l'armée japonaise pour « maintenir l'ordre menacé en Chine » par les patriotes qui combattent le trafic d'opium auquel il se livre.
En 1935, Hergé publie l'album L'Oreille cassée avec pour toile de fond une guerre entre deux petites nations sud-américaines pour un territoire supposé pétrolifère, chacune soutenue par une compagnie pétrolière différente et faisant appel au même marchand d'armes, Basil Bazaroff, avatar littéraire de Sir Basil Zaharoff, le directeur puis président de la société d'armement britannique Vickers. Il fait ainsi clairement allusion à la guerre du Chaco qui venait de se terminer et au rôle occulte qu'y tinrent trafiquants d'armes internationaux — Zaharoff fut l'un des fournisseurs des deux belligérants — et consortiums pétroliers. Après la guerre, Hergé lui-même fut un moment qualifié de « profiteur de guerre. »
Dans son roman Au bon beurre de 1952, Jean Dutourd trace le portrait d'un crémier opportuniste et peu scrupuleux se livrant au marché noir en se convaincant du bien-fondé de ses actes tandis que le film Le Troisième Homme met en scène un « profiteur de guerre » nommé Harry Lime, aux motivations ambiguës, qui vole de la pénicilline dans les hôpitaux militaires pour la revendre au marché noir. Mais le « profiteur de guerre » est aussi parfois porteur d'une image positive : ainsi en est-il de la figure d'Oskar Schindler, dans le film La Liste de Schindler, qui exploite toutes les opportunités que lui offrent les nécessités de l'effort de guerre du Troisième Reich pour sauver des Juifs.